# Кралупи-на-Влтаві
Кралупи-над-Влтавоу (чеськ. Kralupy nad Vltavou, колиш. нім. Kralup an der Moldau) — місто у Чехії, у районі Мельник Центральночеського краю, на річці Влтаві. Залізничний вузол.
У місті розвинута хімічна (виробництво синтетичного каучуку, нафтопереробний завод) та харчова промисловість, машинобудування.

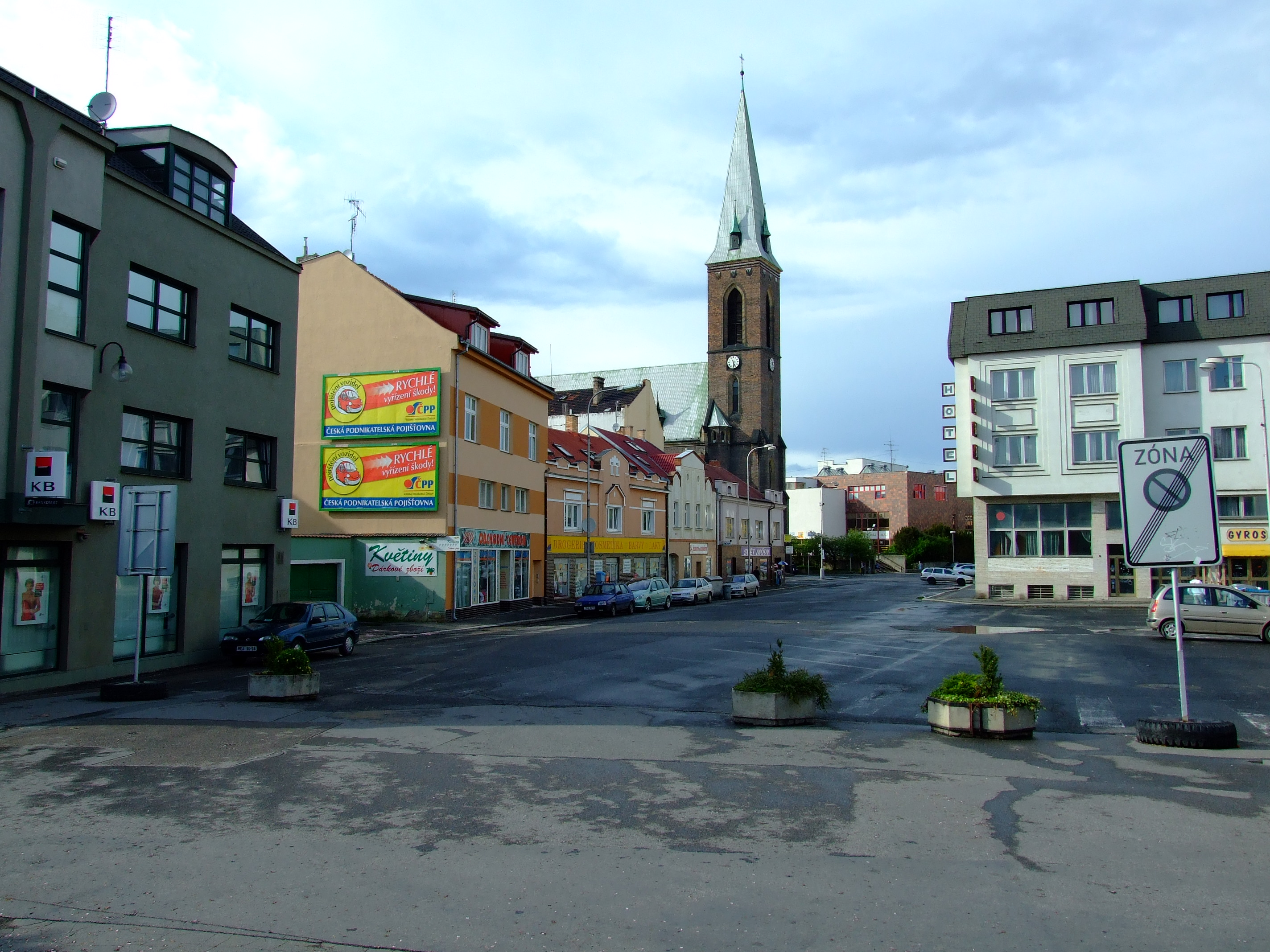

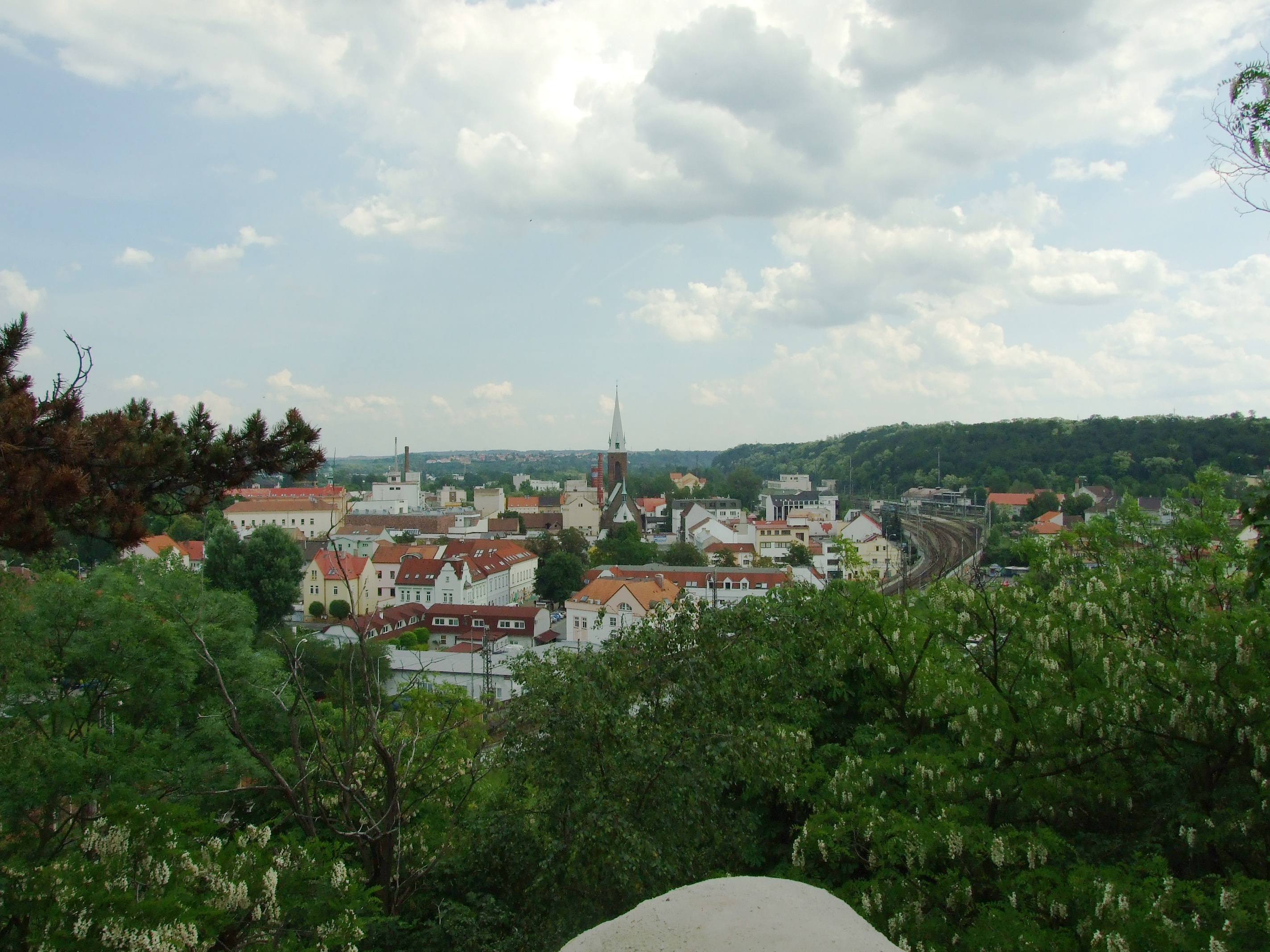